# Bohuslav Niederle (1907)
Bohuslav Niederle (28. března 1907, Kladno – 12. května 2000 Praha) byl český lékař působící v oboru všeobecné chirurgie.

## Život
Povolání lékaře si zvolil po vzoru svého otce, primáře chirurgie a ředitele nemocnice v Kladně. V roce 1931 promoval v Praze na 1. lékařské fakultě Univerzity Karlovy. Po studiích strávil rok na interní klinice u profesora Pelnáře, nakonec se ale rozhodl pro chirurgický obor. V roce 1932 nastoupil na kliniku prof. Arnolda Jiráska nejprve jako sekundář, později se stal asistentem a nakonec zástupcem primáře.  Na klinice prožil i léta protektorátu, kdy v obtížných podmínkách pracoval na své habilitační práci.  Po válce byl za statečnost a pomoc partyzánům vyznamenán Čs. válečným křížem. V roce 1945 se habilitoval pro patologii a terapii nemocí chirurgických a nastoupil jako primář chirurgického oddělení městské nemocnice v Praze-Motole.  Zaměřil se na otázky břišní, končetinové a hrudní chirurgie. Kromě chirurgické praxe se soustředil na zlepšení pracovních podmínek, výuku nových zdravotních sester, výchovu mladých chirurgů. Nadále vědecky pracoval a v roce 1959 získal titul profesora chirurgie, o čtyři roky později doktorát věd.
Po přeměně chirurgického oddělení na kliniku byl v roce 1968 profesor Niederle jmenován jejím přednostou. Pod jeho vedením se z ní stalo mezinárodně respektované pracoviště. Na klinice působil až do roku 1975.
Zabýval se terapií chirurgických nemocí (ftizeologií, operacemi maligních strum a chirurgickou léčbou gastrointestinálních onemocnění). Byl odborníkem v oblasti chirurgie žlučových cest. Tuto problematiku zpracoval v řadě vědeckých publikací, ať už sám, nebo jako vedoucí autorského kolektivu. K nejznámějším patří Chirurgie žlučových cest (1977), která byla přeložena do angličtiny (1981) a ruštiny (1982).
Velkou důležitost přikládal výchově mladých chirurgů a zdravotních sester. Výchovné zaměření mají knihy Operace náhlých příhod břišních (1962, spoluautor doc. Václav Šebek) a Práce sestry na operačním sále, která vyšla poprvé v roce 1954 a patří k základním učebnicím pro perioperační sestry.

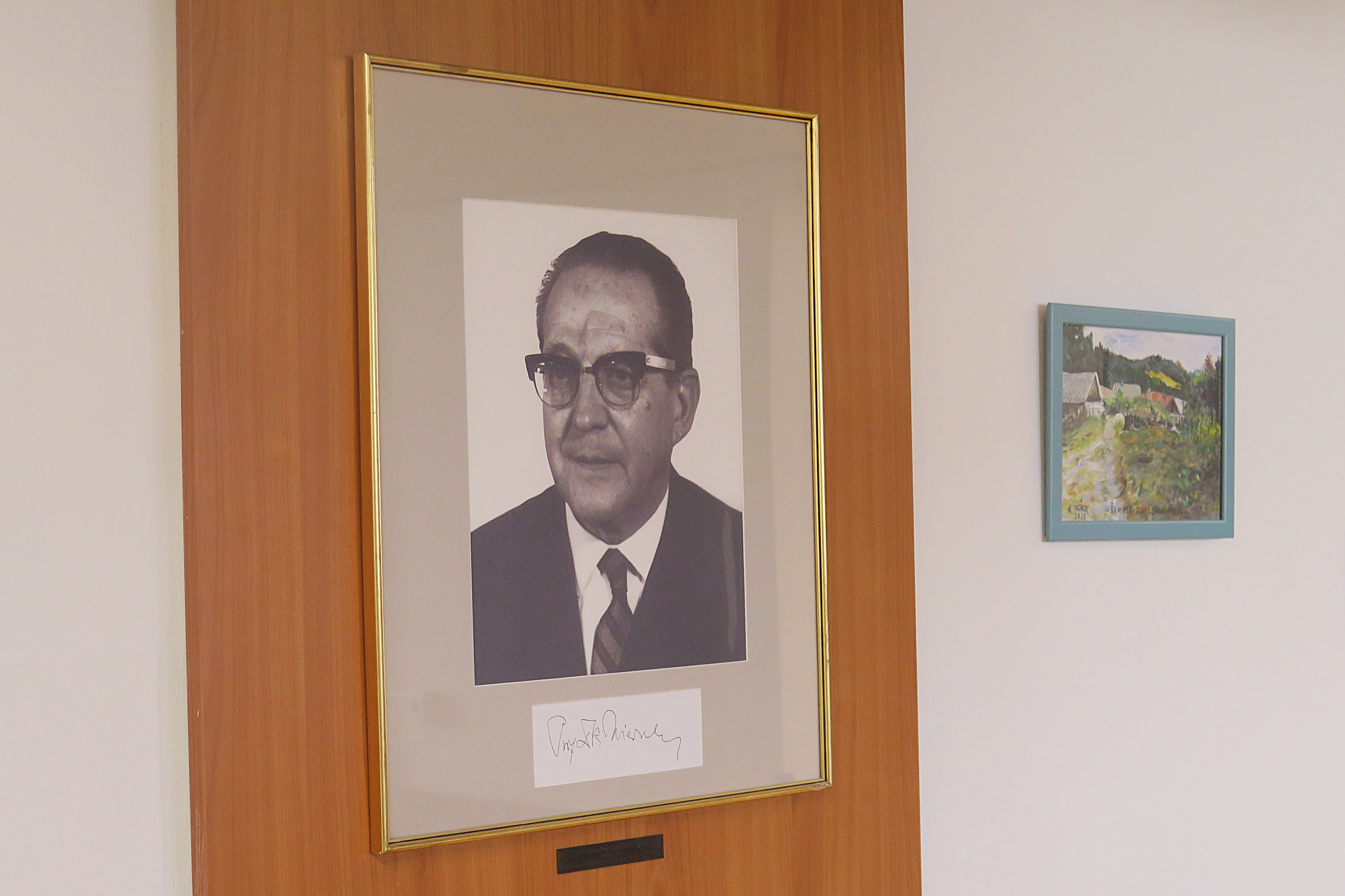
Pamětní deska prof. Niederleho, Chirurgická klinika 2. LF UK a FN Motol.

V roce 1991 mu byla udělena Purkyňova cena, nejvyšší české zdravotnické vyznamenání. V roce 1994 byl jmenován emeritním profesorem Univerzity Karlovy a v roce 1999 byl pasován na Rytíře českého lékařského stavu. Byl členem domácích i zahraničních lékařských společností, přednášel na chirurgických a gastroenterologických kongresech v Evropě. 
Zemřel v Praze 12. května 2000 ve věku 93 let.

### Osobní život
Byl synem profesora chirurgie Bohuslava Niederleho (1873–1963), synovcem archeologa Lubora Niederleho a vnukem klasického filologa Jindřicha Niederleho. Jeho sestra Běla (1904–1995) si vzala rovněž lékaře a obě její děti vystudovaly medicínu. Jeho dcera Běla se též provdala za lékaře a jeho syn Jiří (1939–2010) byl profesorem na Matematicko-fyzikální fakultě Univerzity Karlovy, věnoval se oboru fyzika částic a matematická fyzika.
Mezi jeho záliby patřila hudba (sám hrál na klavír), divadlo, malířství a sochařství, literatura. Měl rád turistiku a sport, cestování. Věnoval se také myslivosti.
Jeho otec si nechal v Kladně vedle budovy soudu postavit Niederleho vilu čp. 1649 z roku 1910 a je po něm také pojmenována nejstarší budova kladenské nemocnice, Niederleho pavilon čp. 1548 z let 1902-1903, kde sídlí administrativa nemocnice (původně měla nemocnice jen jednu budovu a v r. 1933 byla přejmenována na Niederlovu v. v. okresní nemocnici, po roce 1939 byla nemocnice rozšířena).